# Eve Ensler
Eve Ensler (Scarsdale, New York, 25. svibnja 1953.) američka je dramatičarka, scenaristkinja, feministkinja i aktivistkinja, najpoznatija kao autorica Vagininih monologa. Zaslužna je i za "V-dan", globalnu kampanju protiv nasilja nad ženama. Dugogodišnja je prijateljica Centra za žene žrtve rata.

## Život
Eve Ensler je diplomirala na Middlebury Collegeu 1975. godine. Napisala je postdiplomski rad o tezi samoubojstva u suvremenoj poeziji; na neki način kopiranje vlastitih trauma iz djetinjstva kada ju je otac seksualno zlostavljao. Udala se za Richarda McDermotta 1978. i razvela 1988. godine. Eve je mačeha glumcu Dylanu McDermottu kojeg je usvojila kada je imala 26 godina a Dylanu je bilo 18 godina. Njen životni partner je psihoterapeut i filmaš Ariel Jordan, koji je rođen i odrastao u Izraelu.

## Vaginini monolozi
Vaginini monolozi su napisani 1996 godine kao rezultat krivnje i sramote koju mnoge žene još osjećaju kada je u pitanju njihovo vlastito tijelo ili seksualnost. Drama je prvi put izvedena u podrumu kafića na Manhattanu, New York i nakon toga je doživjela golemi uspjeh.

## V-dan
Golemi uspjeh "Vagininih monologa" ponukao je Eve Ensler da organizira v-dan jednom godišnje i to na Valentinovo 14. veljače. Na taj dan aktivistkinje i aktivisti za ženska ljudska prava obilježavaju ga diljem svijeta javnim suprotstavljanjem nasilju, čitaju se "Vaginini monolozi", skuplja se novac, ponekad se dijeli besplatni vegetarijanski obrok, od aktivista se očekuje da na odjeći imaju crveni detalj. "V" u v-danu stoji za pobjedu (eng. Victory), Valentinovo i vaginu.